# Шеки Турковић
Шућро „Шеки“ Турковић је српски певач поп-фолк музике.
Рођен је 27. новембра 1953. године у Крња Јела, малом селу покрај Сјенице у југозападној Србији. Живи и ради у Београду. Ожењен је супругом Емином. До сада је снимио 25 албума, а његови највећи хитови су: Последњи боем, Дотакнућу, Човек са срца два, Да су мени 22, Споменар, Поклањам ти остатак живота, Ти у себи имаш нешто, Ожењени љубе боље од момака.
Био је учесник пете сезоне ријалитија Фарма.

## Фестивали
- 1987. МЕСАМ - Шта је љубав, награда публике
- 1988. Распевана Шумадија - Ружо моја
- 1988. Млава пева јулу - Стигло писмо из Ужица, прва награда публике
- 1989. Шумадијски сабор - Дал' да дођем, сузе да ти бришем
- 1989. Хит парада - Човек са срца два
- 1989. МЕСАМ - Човек са срца два
- 1990. Посело године 202 - Споменар
- 1990. Посело године 202 - Погледај ме
- 1990. Посело године 202 -Поклањам ти остатак живота
- 1990. Хит парада - Погледај ме
- 1990. Шумадијски сабор - Зови, зови
- 1991. Посело године 202 - Љубав си потрошила / Погледај ме једном нежно
- 1991. Шумадијски сабор - Мој животе, моја мутна реко
- 1991. МЕСАМ - Љубав си потрошила
- 1992. Хит парада - Љубав си потрошила
- 1992. МЕСАМ - Мој голубе бели, прва награда за текст
- 1993. Шумадијски сабор - Далеко је завичај
- 1993. Моравски бисери - Возови живота
- 1995. Шумадијски сабор - Краљ и просјак
- 2003. Моравски бисери - Ето шта сам мог'о
- 2006. Моравски бисери - Не остављај ме брате
- 2011. Лира, Београд - Загледан у тебе, прва награда за композицију, прва награда за аранжман, друга награда за текст и прва награда за интерпретацију
- 2020. Сабор народне музике Србије, Београд - Главобоља

## Дискографија
- Док сам те волео (1982)
- Останимо пријатељи (1983)
- Необична (1985)
- Жао ми је (1986)
- Срећо моја још непрежаљена (1987)
- Ко је кривац (1988)
- Човек са срца два (1989)
- Стани човече стани (1990)
- Љубав је твоје име (1991)
- Нисам ти рекао све (1992)
- У вину је истина (1993)
- Ево ме људи (1994)
- Долазе боља времена (1995)
- Ја сам момак за девојке све (1996)
- Проклела ме проклела (1997)
- Тај сам брате (1998)
- Човек добре душе (1999)
- Молићеш за опроштај (2000)
- Ништа није случајно (2001)
- Успори животе (2002)
- Живим (2004)
- Гени (2005)
- Уникат (2006)
- Нека ти небо суди (2008)
- Мушке сузе (2013)